# 長沖一
長沖 一（ながおき まこと、1904年1月30日 - 1976年8月5日）は、日本の漫才作家、演出家、放送作家。
大阪府島之内出身。御津小学校、天王寺中学校、旧制大阪高校を経て、東京帝国大学文学部美術史学科卒。
実子は、元NHK大阪放送局所属の演出家・長沖渉。祖父は加賀藩士で、明治維新後に大阪に出てきて商売を始める。

## 略歴
大阪高校在学中に左翼運動を始める一方、1925年に武田麟太郎、秋田實、藤沢桓夫と共に文学同人誌『辻馬車』を創刊。大学在学中に新人会に参加。
1929年3月、東大を卒業。
1930年、徴兵検査で歩兵第一連隊に入隊。甲種幹部候補生で10ヶ月ほど過ごし除隊後、作家に復帰。『中央公論』に「肉体交響楽」を寄稿するも軍批判とみなされ発表を見送られる。その後も左翼運動を続ける。
1935年より吉本興業部のPR誌『ヨシモト』の編集者に迎えられ吉本興業部の文藝部に入る。
1937年、文藝部長に就任し漫才、軽演劇の台本を多く手がける。
1938年、慰問団「わらわし隊」を組織し多くの芸人を戦地に送り出す。
1941年、再度、徴兵検査で朝鮮龍山の部隊、1944年には和歌山の部隊に入る。
1947年、吉本を退社。旧友の藤澤桓夫と『文学雑誌』を刊行したり、小説集の『大阪の女』を出版。
その後は帝塚山学院大学の教授・文学部長、帝塚山学院短期大学の学長などをしながら、1952年には花菱アチャコと浪花千栄子の『アチャコ青春手帖』、1954年からはラジオドラマ『お父さんはお人好し』等の台本を手がける。両作とも映画化され、ラジオドラマ同様に人気を博した。
大学の講師時代には井原西鶴に傾倒し、研究に没頭した。

## 著書
- やんちゃ娘行状記  東京文芸社 1954
- 嬢はん体当り  東京文芸社 1956
- お父さんはお人好し 東京文芸社 1956 のち春陽文庫
- 上方笑芸見聞録 九芸出版 1978

## 演じた人物
- 美木良介  (1984年・NHK連続テレビ小説『心はいつもラムネ色』役名は國分良輔)

- 松澤一之  (2012年・舞台『吉本百年物語 焼け跡、青春手帖』）
- 生瀬勝久  (2021年・NHK連続テレビ小説『おちょやん』役名は長澤誠)